# Complot à Versailles
Complot à Versailles est un roman historique d'Annie Jay paru en 1993, se passant au XVIIe siècle, à l'apogée du règne de Louis XIV.

## Résumé
L'histoire se passe à la fin du XVIIe siècle, à Paris et à la Cour de Versailles.
En février 1676, Guillaume de Saint-Béryl, un garçon issu d'une famille noble disgraciée, sauve une petite fille de la noyade. L'enfant est tombée dans la Seine. Elle tentait d'échapper à son ravisseur, un homme vêtu d'une grande cape noire.
La famille Saint Béryl, qui vit dans une vieille maison parisienne appartenant au patriarche, décide de garder l'enfant. Catherine Drouet, ancienne servante de la famille, vit chez les Saint-Béryl avec son mari et s'occupe de son ancien maître malade, étant guérisseuse de son état, elle fait survivre la famille avec son salaire.
La jeune fille repêchée est soignée au domicile des Saint Béryl. Quelques jours plus tard, tous décident qu'elle restera vivre avec eux. Mais malheureusement l'accident l'a rendue amnésique; elle décide donc de s'appeler Cécile. L'enfant s'habitue rapidement à sa nouvelle vie et devient proche de la jeune Pauline et de Catherine, dont elle suivra les enseignements, se passionnant pour le métier de sa mère adoptive.
Pendant ce temps, Guillaume étudie chez les Jésuites de Chartres, ses frais de scolarité étant payés par sa tante, Jeanne-Marie de Pontfavier. Les mois passent tranquillement.
En 1677, à Noël, Le vieux Saint-Béryl raconte son histoire à la jeune Cécile: il a été disgracié pendant la Fronde. Le roi Louis XIV n'avait que cinq ans et vivait dans la plus grande précarité; le chevalier et l'un de ses amis ont voulu avertir la reine Anne d'Autriche de la vie de son fils mais le Cardinal Mazarin réussit à les faire renvoyer du château sans cérémonie et ils se retrouvèrent disgraciés.
Les années passent. En avril 1682, le grand père de Pauline décide de trouver à sa petite-fille un mari qui l'épousera sans dot. Cette dernière le supplie de n'en rien faire.
En mai, sa tante l'invite à un salon qu'elle tient chez elle. Pauline y rencontre Jean de La Fontaine avec qui elle bavarde quelques instants.
Malheureusement, la réputation de sa famille la suit et personne n'ose parler avec la petite fille d'un disgracié. Le vieux Saint-Béryl, prenant conscience de cela, décide d'écrire au roi. Quelques jours plus tard, un chevalier se présente à la maison, porteur d'un courrier du roi. Il y a deux lettres : dans la première, le roi gracie officiellement les Saint-Béryl et leur accorde une rente ainsi qu'une récompense. De plus, il accorde à Pauline une charge de demoiselle de la reine et à Guillaume un poste dans la garde écossaise.
Dès qu'elle apprend cette nouvelle, Pauline se prépare à aller à la cour et décide d'y emmener son amie Cécile qu'elle présentera comme sa femme de chambre, cette dernière n'étant pas noble.
Mais Versailles est un palais en construction, Pauline et Cécile découvrent un nouvel univers dans lequel elles sont perdues. Un enfant facétieux indique à Pauline le mauvais chemin. Cette dernière se retrouve donc au milieu du chantier à traverser des couloirs vides jusqu’à se retrouver dans une antichambre face au roi. Louis XIV, surpris par l'intrusion de la jeune fille, la taquine un peu et décide de réhabiliter personnellement sa jeune fille en la menant lui-même jusqu'aux appartements de la reine, Marie-Thérèse. Elle est accueillie froidement par Athénaïs de Montespan qui la prend immédiatement en grippe et la voit comme une rivale. En effet, l'ancienne favorite rêve de retrouver son ancien statut.
Mme du Payol, la doyenne de la maison de la reine, conduit Pauline à ses appartement, où elle rencontre Hildegarde de Messernicht-Daguessau, dite Hildie, une jeune bavaroise. Rapidement, Cécile, Pauline et Hildegarde se lient d'amitié. Cette dernière entreprend de donner des explications sur la vie à Versailles et fait visiter le palais aux nouvelles arrivantes.
Le soir même, il y a "appartement". Hildie entraîne donc Pauline dans les salons du château pendant que Cécile part rencontrer les serviteurs dans une taverne proche du palais. Ce soir là, Pauline rencontre Elisabeth, une jeune fille riche peu sûre d'elle à cause de son physique désavantageux, mais également Héloïse de Montvivier, une jeune noble arrogante et cupide qui poursuit de ses assiduités Silvère Galéas de Réaux, un jeune comte devenu très riche à la mort de son père, ainsi que le Marquis de Lourmel qui aura un rôle important dans les mésaventures qui suivront.
Pauline s'entend très bien avec la reine au plus grand dépit de Mme de Montespan. Un jour de juillet 1682, la reine décide de faire un tour dans le parc du château. Elle confie ses chiens à Pauline. Ce jour-là, le roi annonce à la jeune femme que son frère Guillaume arrive le jour même au château mais Pauline, heureuse, montre un peu trop sa joie et s'attire les regards curieux des courtisans qui déjà suspectent une liaison possible entre elle et le roi. Pendant ce temps, la marquise qui enrage dans ses appartements décide de faire renvoyer Pauline de la Cour. Elle convoque demande à Héloïse de faire en sorte, avec l'aide de Lourmel, que la jeune fille perde les chiens de la reine.
Entretemps, Cécile rencontre ses amies dans les jardins et leur avoue qu'elle manque de plantes pour guérir les malades. Pauline lui propose alors de demander cela directement à la reine. La jeune fille mène son amie à la Reine, qui croit la reconnaître. Cécile, sans le savoir, s'incline face à Marie-Thérèse en respectant le protocole de la cour d'Espagne et parle sa langue maternelle, l'espagnol. La Reine intervient auprès du Roi pour que Cécile ait accès au potager et puisse se servir.
Au même moment, Guillaume et son cousin Thomas de Pontfavier arrivent à Versailles. Guillaume est en colère, les rumeurs disant que Pauline serait la nouvelle favorite du Roi étant parvenues jusqu'à lui. Alors que Silvère s'est isolé dans un bosquet pour lire, il surprend une conversation entre Héloïse et Lourmel, qui parlent du plan machiavélique de la Marquise. Silvère décide de suivre Héloïse, qui est parvenue à rattraper les chiens alors qu'ils s'enfuyaient, pendant que Lourmel entraîne Pauline dans une autre direction. Il libère les chiens qu'Héloïse a abandonnés dans la forêt et les ramène à Pauline.
Au même moment, Guillaume apparaît et se fâche contre sa sœur. Silvère, croyant qu'un inconnu l'insulte, le met en garde et décide de se battre en duel. Pauline, déjà éprouvée par la disparition des chiens, se met en colère et hurle contre les deux jeunes gens; puis apparaît Thomas, heureux de retrouver ses cousins avec son meilleur ami, Silvère.
Pauline disparaît, énervée. Silvère la retrouve plus tard à la répétition de la pièce Persée, montée par Jean Baptiste Lully, musicien du roi, et Pierre Beauchamp. Tous deux se réconcilient après qu'Héloïse a vainement tenté de ridiculiser Pauline en public.
Au même moment, Thomas arrive dans le théâtre et, prenant Elisabeth pour Pauline, la chatouille pour la surprendre. Confus, il avoue à la jeune fille qu'il l'a confondue avec Pauline ; Elisabeth, prenant cela pour une insulte, s'offusque et se fâche, tandis que Thomas s'excuse, béat face au caractère de la jeune fille.
Une semaine passe. Les jeunes gens décident de surveiller de près Héloïse et Lourmel. Pendant ce temps, la servante de la reine, Mendoza, qui la suit depuis son enfance, tombe malade. La Reine convoque Daquin, le médecin du Roi, et Fagon, son médecin personnel ; mais ces derniers sont incapables de s'entendre sur un traitement et s'accordent seulement sur le fait que la patiente va mourir. En dernier recours, la Reine convoque Cécile et lui demande de la guérir. Mendoza, délirante, reconnait la médaille que la jeune fille porte autour du cou et l'appelle Doña Maria Luisa. Cécile est confuse.
Le soir de la représentation de Persée, Cécile, suivie par Guillaume, tente vainement de le semer dans les appartements de la reine. Tous deux surprennent Claude de Vin des Œillets, la suivante de Mme de Montespan, qu'ils ont déjà remarquée avec l'homme en noir qui poursuivait jadis Cécile, discutant avec sa maîtresse : elles complotent pour assassiner l’enfant de la Dauphine qui va naître, car si c’est un garçon, les propres enfants légitimés de la favorite seront repoussés d’un rang dans la succession au trône de France... 
À la fin de l'histoire un des hommes voulant tuer l'enfant apport du ratafia empoisonné à la nourrice qui allaite le bébé. Le petit se retrouve empoisonné mais à petite dose ; il s'en sortira assez facilement. Guillaume se fiancera avec Cécile et Thomas et Élisabeth continueront à se taquiner...

## Personnages

### Personnages fictifs
- Pauline de Saint-Béryl, petite-fille de Charles de Saint-Béryl, demoiselle de la reine, elle s'attire les foudres de Mme de Montespan. Elle se fiancera à Silvère pour ne pas se marier à un vieux duc mais finira par en tomber amoureuse et l’épouser.
- Cécile Drouet, orpheline amnésique, adoptée par Catherine Drouet, amie de Pauline et secrètement amoureuse de Guillaume, un mystère plane sur son passé. Cécile est la guérisseuse de la reine. Elle deviendra duchesse d’Espagne et épousera Guillaume.
- Guillaume de Saint-Béryl, frère de Pauline, amoureux de Cécile, il est nommé garde-écossais et finira par l’épouser.
- Silvère Galéas des Réaux, jeune comte et ami de Pauline, il se fiancera avec elle pour la sauver d'un mariage dont elle ne voulait pas mais l’épousera plus tard.
- Héloïse de Montviviers, demoiselle de la reine, pauvre mais cupide, elle espionne pour le compte de Mme de Montespan, et souhaite épouser Silvère pour sa richesse malgré ses soi disant « goûts italiens ».
- Élisabeth de Coucy, demoiselle de la reine, amie de Pauline, irritable au sujet de son physique, elle finira par tomber amoureuse de Thomas.
- Thomas de Pontfavier, cousin de Pauline et de Guillaume, il tombe amoureux d'Élisabeth.
- Catherine Drouet, guérisseuse au service des Saint-Béryl mère adoptive de Cécile.
- Charles de Saint-Béryl, chevalier disgracié par Mazarin pour "complot contre la reine Anne d'Autriche".
- Mme du Payol, dame de la Cour, espiègle et proche de la reine, elle fait semblant d'être sourde et rend des services à Alexandre Bontemps.
- Le Marquis de Lourmel, bourgeois, il a usurpé son titre de noblesse et s'allie à Mme de Montespan pour ne pas être dénoncé.
- Hildegarde Messernicht-Daguessau, compagne de chambre et amie de Pauline c'est aussi la meilleure amie d'Élisabeth. Elle est demoiselle d’honneur chez la dauphine.

### Personnages historiques
- Louis XIV, Roi de France.
- Marie-Thérèse, Reine de France.
- Athénaïs de Montespan, ancienne favorite du Roi et surintendante de la maison de la reine.
- Claude de Vin des Œillets, suivante de Mme de Montespan et mère d’un enfant du roi.
- Alexandre Bontemps, valet de chambre du Roi.
- Jean Baptiste Lully, musicien du Roi.
- Pierre Beauchamp, maître de ballet.
- Jean de La Fontaine, poète.
- Jean Racine, dramaturge.